# ソンソロール州

ソンソロール州

ソンソロール州（Sonsorol）はパラオ共和国の州の1つであり、南西諸島の北部に位置している。
人口は40人（2015年）。州都はソンソロール島のドンゴサルである。言語はパラオ語ではなく、主にソンソロール語が使用されている。

## 島一覧
| 基礎自治体（島） | 村落       | 面積 （km²） | 人口 （2000年当時） | 位置                                                               |
| ---------------- | ---------- | ------------ | ------------------- | ------------------------------------------------------------------ |
| ファンナ島       | -          | 0.54         | 0                   | 北緯05度21分09秒 東経132度13分32秒 / 北緯5.35250度 東経132.22556度 |
| ソンソロール島   | ドンゴサル | 1.36         | 24                  | 北緯05度19分28秒 東経132度13分16秒 / 北緯5.32444度 東経132.22111度 |
| プロアナ島       | プーロ     | 0.50         | 10                  | 北緯04度39分34秒 東経131度57分49秒 / 北緯4.65944度 東経131.96361度 |
| メリール島       | メリェーリ | 0.90         | 5                   | 北緯04度19分27秒 東経132度18分37秒 / 北緯4.32417度 東経132.31028度 |

## 交通

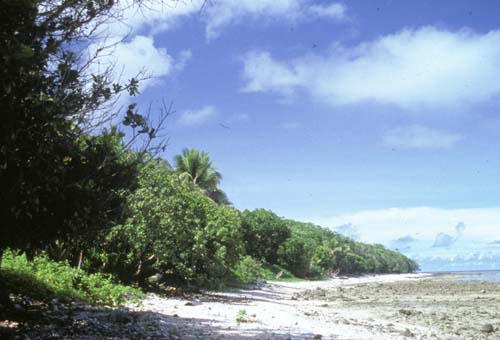
メリール島西海岸の浜辺

いずれの島にも空港がないため、船で訪問するのが一般的である。船は数ヶ月に1回定期船が出るほか、不定期で「パラオスポート号」によるダイビングツアーも行われる。

## 註
1. ↑  “2015 Census of Population, Housing and Agriculture Tables” (PDF) (英語).   Office of plannning and statistics, Ministry of Finance, Republic of Palau. p. 10. 2020年12月29日閲覧。